# Са Пинту, Рикарду
Рика́рду Мануэ́л Андра́ди и Си́лва Са Пи́нту (порт. Ricardo Manuel Andrade e Silva Sá Pinto; род. 10 октября 1972, Порту, Порту) — португальский футболист, нападающий, и футбольный тренер. Известен по игре за лиссабонский «Спортинг» и сборную Португалии. Бронзовый призёр Евро-2000.

## Карьера

### Игровая
Свою карьеру Са Пинту начал в «Салгейруше», потом в 1994 он перебрался в «Спортинг», с которым выиграл чемпионат и два Кубка Португалии. В 1997 году Са Пинту переехал в «Реал Сосьедад», однако через три сезона вернулся в «Спортинг», за который выступал до лета 2006 года. Последним клубом Са Пинту стал бельгийский «Стандард», где он и завершил профессиональную карьеру футболиста.

### Тренерская
13 февраля 2012 года был назначен на пост главного тренера клуба лиссабонского «Спортинга», сменив на этом посту Домингуша Пасиенсию. Под его руководством лиссабонцы дошли до полуфинала Лиги Европы, вышли в финал Кубка Португалии и заняли четвёртое место в национальном первенстве. Но уже в октябре 2012 года тренер был уволен из-за неудовлетворительных результатов.
Затем стал главным тренером «Црвены звезды». По окончании сезона, в котором белградскому клубу так и не удалось отвоевать чемпионский титул у «Партизана», предполагалось, что тренер продолжит свою работу с командой. Однако португалец не договорился с руководством клуба о новом контракте и покинул занимаемую должность. С белградским клубом португальский тренер работал на протяжении всего лишь 100 дней.
15 декабря 2015 года покинул пост главного тренера «Белененсеша» после гостевого поражения от «Академики» со счётом 3:4.
В июне 2017 года возглавил бельгийский «Стандард».
13 октября 2020 года назначен главным тренером бразильского клуба «Васко да Гама». Контракт подписан до конца сезона 2020. 29 декабря 2020 года отправлен в отставку.

## Достижения
- Чемпион Португалии: 2001/02
- Обладатель Кубка Португалии: 1994/95, 2001/02
- Финалист Кубка УЕФА: 2004/05